# 安城郡 (唐朝)
安城郡，中国唐朝时设置的郡。
天宝元年（742年），改宾州为安城郡，治所在领方县（今广西壮族自治区宾阳县西南古城）。辖境即相当今宾阳县一带。至德二载（757年），又改安城郡为领方郡，仍治领方县。乾元元年（758年）改为宾州。